# Joseph Dessaix
Pour les articles homonymes, voir Dessaix.
Louis Marie Joseph Dessaix, né à Allinges le 7 mai 1817 et mort à Évian le 30 octobre 1870, est une personnalité libérale savoisienne, publiciste, érudit, animateur de plusieurs journaux savoisiens et fondateur de plusieurs sociétés.

## Biographie

### Origines
Louis Marie Joseph Dessaix naît le 7 mai 1817 à Allinges,, (bien que selon son acte de décès, il serait né à Thonon-les-Bains le 17 mai 1817), dans le duché de Savoie, partie du royaume de Sardaigne. Il est le fils de Jean-François Dessaix, capitaine de la Légion des Allobroges, puis avocat et juge, et de Anne-Sophie-Marie Roche.
Il est ainsi le neveu du général Joseph Marie Dessaix de l'armée de Napoléon.
Il fait ses études au collège de Thonon, puis au petit séminaire de Saint-Louis-du-Mont.

### Carrière
En 1834, il est arrêté pour un libelle contre le roi.
Il arrête ses études de droit et en 1840 fonde à Chambéry, un journal pour la jeunesse. En 1848 il a déjà participé à un certain nombre de revues  : « Le Chat », « La Commune », « Le Patriote savoisien », etc. Il commence une carrière politique en tant que républicain, fédéraliste et ardent défenseur de l'unité italienne. Il est emprisonné durant deux ans, sans jugement, pour avoir écrit une satire contre le roi Charles-Albert. À sa sortie, il tue en duel un adversaire politique et doit s'exiler.
De retour en Savoie, il est emprisonné, mais une vaste campagne de pétitions pousse le roi Victor-Emmanuel II à le gracier. Dorénavant calmé, il va se consacrer à des travaux littéraires, et en particulier à son encyclopédie consacrée au duché de Savoie « La Savoie historique pittoresque » en deux volumes (1854).
Il fonde, en 1848, la Société d'instruction mutuelle.
En 1855, il fonde à Chambéry, la Société savoisienne d'histoire et d'archéologie, dont il devient le premier président, puis devient historiographe officiel du percement du tunnel ferroviaire du Fréjus au côté de Germain Sommeiller.
En 1856, lors de la fête donnée en l'honneur du statut constitutionnel de 1848, il présente un chant nommé « La Liberté » qui évoque la Liberté en tant qu'allégorie vivante qui chassée de France se réfugie dans les montagnes de Savoie où elle trouve le soutien du peuple des Allobroges qui va aider moralement tous les peuples du monde qui aspirent à la liberté. Très vite ce chant, plus connu sous le nom de Chant des Allobroges, va connaître un grand succès à travers tout le duché de Savoie et même à Genève et à Lausanne, et deviendra l'hymne non officiel de tous les Savoyards.
Joseph Dessaix meurt, d'une angine de poitrine, à Évian, le 30 octobre 1870.

## Ouvrages
Entre autres :
- La Savoie historique, pittoresque, statistique et biographique, chez Joseph Perrin Libraire-Éditeur, Chambéry, (2 tomes en 1 volume), 1854 et 1858
- Histoire de la réunion de la Savoie à la France en 1792: documents inédits recueillis et publiés, 463 pages, 1857
- Nice et Savoie : sites pittoresques, monuments, description et histoire des départements de la Savoie, Haute-Savoie et des Alpes-Maritimes réunis à la France en 1860, 1864
- Evian-les-Bains et Thonon : guide du baigneur et du touriste, 212 pages, 1864
- Étude historique sur la Révolution et l'Empire en Savoie : le général Dessaix, sa vie politique & militaire, 544 pages, 1879 (posthume)